# Galactica (azienda)
Galactica è stato un Internet Service Provider (ISP) italiano. Nacque nel 1989 come Galactica BBS (Bullettin Board System) per opera di Luca De Gregorio, Davide Tomè, Lorenzo Podestà, Filippo Maraffi e Fulvio Paleari. Fu una delle prime BBS commerciali in Italia. Crebbe rapidamente fino a raggiungere le 32 linee telefoniche nel 1991. Nel 1993 divenne, insieme ad Agorà Telematica, Nexus e MC-link di Roma, il primo ISP a fornire accesso a internet al pubblico, e in seguito nel 1995 - insieme ad Aconet di Roma, nel quale molti anni dopo confluirà - fu il primo ISP a proporre dapprima tariffe a forfait e poi accesso via ADSL.
Dopo un periodo di grande successo, in seguito al mancato rinnovo da parte di Telecom Italia del contratto sperimentale che consentiva a Galactica di offrire connessioni ad un costo particolarmente favorevole (di cui la principale era l'offerta forfait Galaflat, su numero Verde), fu costretta alla liquidazione. La vicenda ebbe un seguito in Tribunale nonché di fronte all'Autorità per le Garanzie nelle Comunicazioni. Telecom Italia non volle rinnovare il contratto a Galactica alle medesime condizioni. A nulla valsero i numerosi appelli di Galactica, diffusi attraverso i principali quotidiani italiani, o l'intervento del Ministro delle Comunicazioni, Maurizio Gasparri, che aveva assicurato che sarebbero state effettuate tutte le valutazioni del caso.
Galactica pertanto nel 2001 fu messa in liquidazione e smembrata: il ramo imprese fu ceduto al gruppo Cofisan di Roma dell'imprenditore Fernando Silori (che lo incorporò nella società Aconet), mentre il ramo clienti privati, il marchio, la parte tecnologica ed il call center divennero di proprietà della Cubecom a decorrere dal primo gennaio 2002. Il fondatore ed amministratore delegato di Galactica annunciò le dimissioni nei primi giorni del settembre 2002 e la stessa Cubecom fallì dopo poco.

## Galleria d'immagini

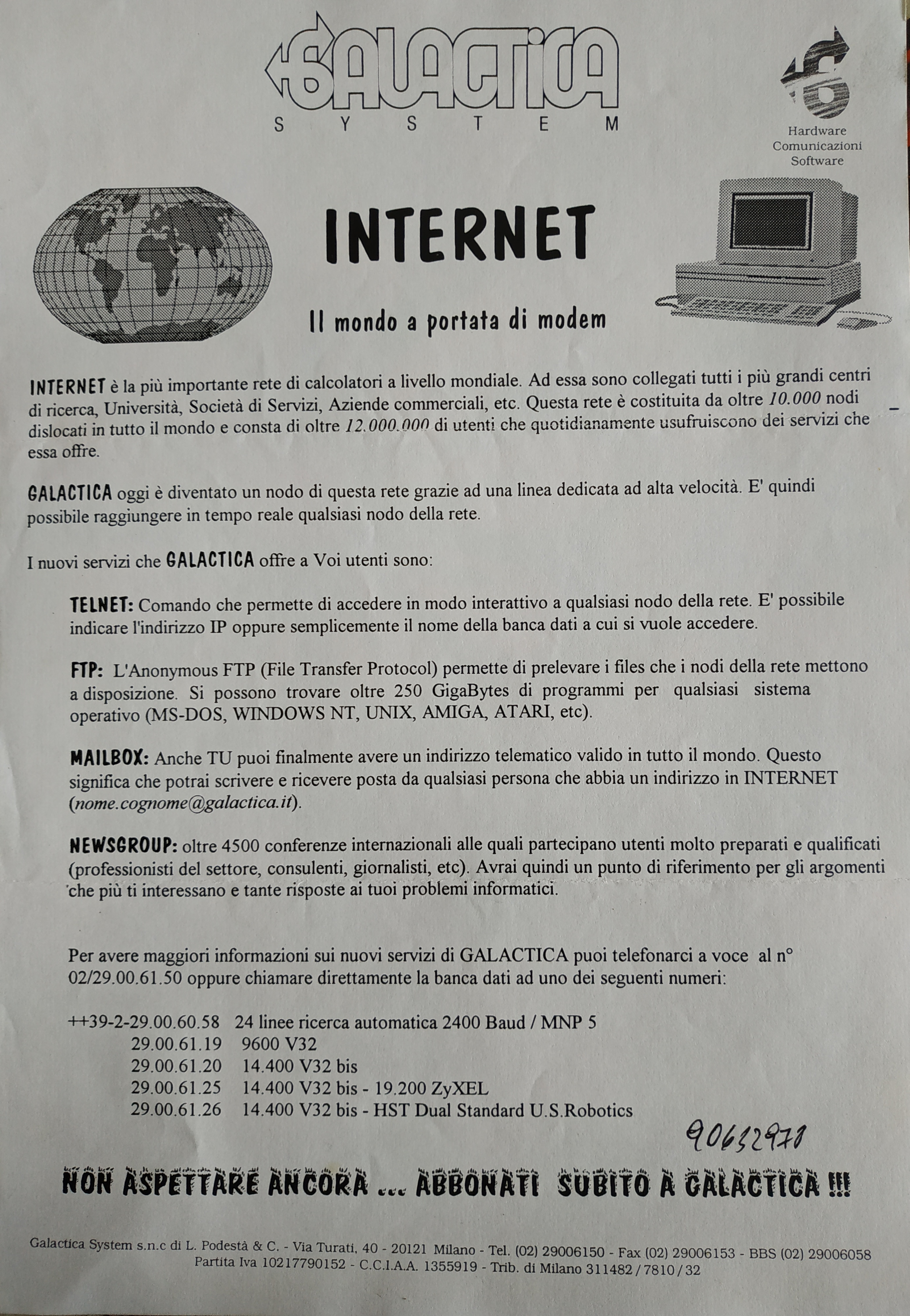
Volantino.
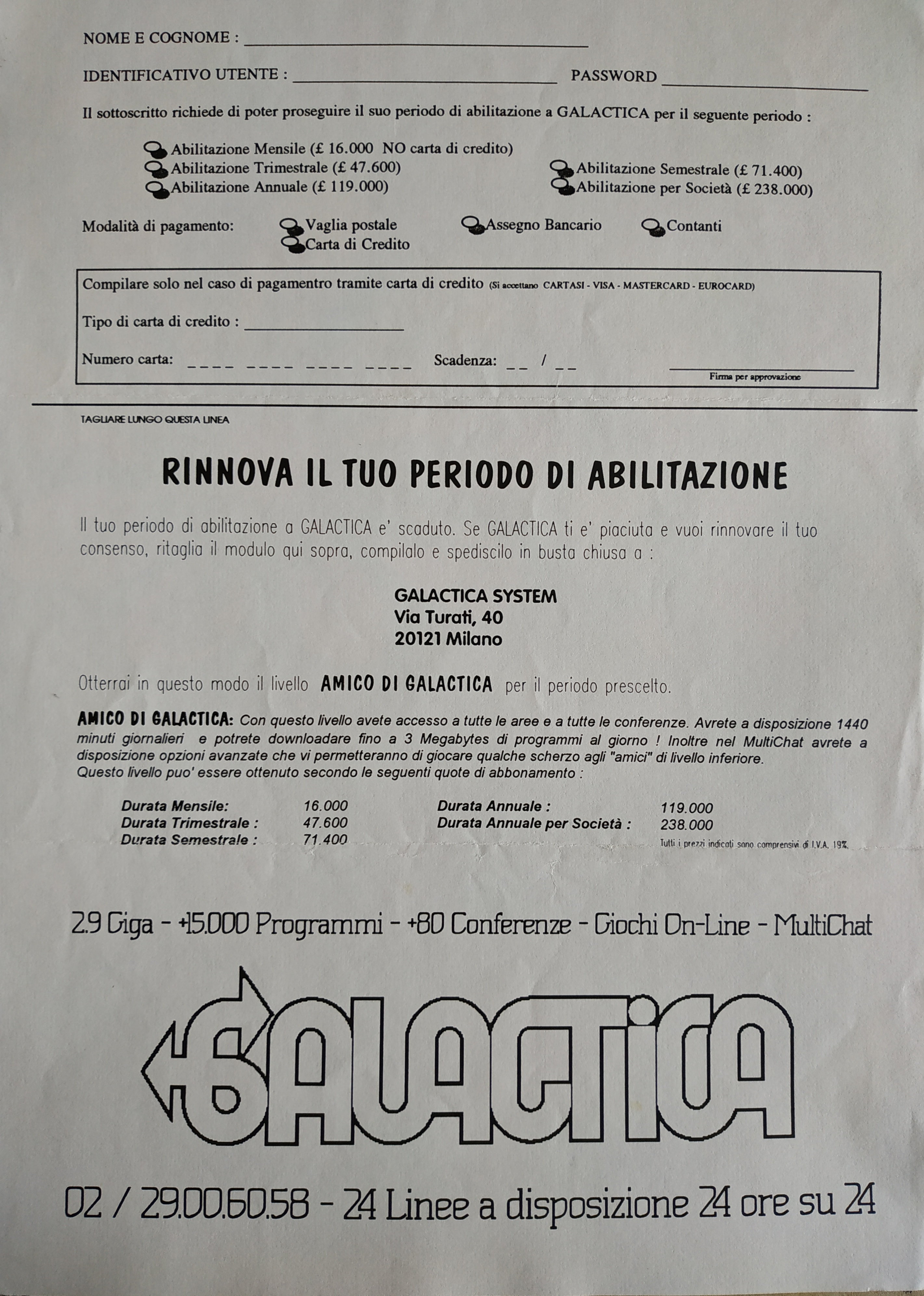
Listino prezzi.